# Primera División 1953/54
Die Primera División 1953/54 war die 23. Spielzeit der höchsten spanischen Fußballliga. Sie startete am 13. September 1953 und endete am 25. April 1954.

## Vor der Saison
- Als Titelverteidiger ging der sechsfache Meister CF Barcelona ins Rennen. Letztjähriger Vizemeister wurde der FC Valencia.
- Aufgestiegen aus der Segunda División sind Real Jaén und CA Osasuna.

## Vereine
| Verein              | Stadt         | Stadion                |
| ------------------- | ------------- | ---------------------- |
| CF Barcelona        | Barcelona     | Camp de Les Corts      |
| Español Barcelona   | Barcelona     | Estadi Sarrià          |
| Atlético Bilbao     | Bilbao        | Estadio San Mamés      |
| Real Gijón          | Gijón         | El Molinón             |
| Deportivo La Coruña | La Coruña     | Estadio Riazor         |
| Real Madrid         | Madrid        | Estadio de Chamartín   |
| Atlético Madrid     | Madrid        | Estadio Metropolitano  |
| Real Oviedo         | Oviedo        | Estadio Buenavista     |
| CA Osasuna          | Pamplona      | Estadio San Juan       |
| Real Santander      | Santander     | Estadio El Sardinero   |
| Real Sociedad       | San Sebastián | Estadio de Atotxa      |
| Real Jaén           | Jaén          | Estadio de la Victoria |
| FC Sevilla          | Sevilla       | Estadio de Nervión     |
| FC Valencia         | Valencia      | Estadio Mestalla       |
| Real Valladolid     | Valladolid    | Estadio José Zorrilla  |
| Celta Vigo          | Vigo          | Estadio Balaídos       |

## Abschlusstabelle
| Pl. | Verein              | Sp. | S  | U | N  | Tore    | Quote | Punkte |
| --- | ------------------- | --- | -- | - | -- | ------- | ----- | ------ |
| 1.  | Real Madrid         | 30  | 17 | 6 | 7  | 072:410 | 1,76  | 40:20  |
| 2.  | CF Barcelona (M, P) | 30  | 16 | 4 | 10 | 074:390 | 1,90  | 36:24  |
| 3.  | FC Valencia         | 30  | 14 | 6 | 10 | 069:510 | 1,35  | 34:26  |
| 4.  | Español Barcelona   | 30  | 14 | 6 | 10 | 050:360 | 1,39  | 34:26  |
| 5.  | FC Sevilla          | 30  | 15 | 2 | 13 | 057:490 | 1,16  | 32:28  |
| 6.  | Atlético Bilbao     | 30  | 12 | 8 | 10 | 054:540 | 1,00  | 32:28  |
| 7.  | Deportivo La Coruña | 30  | 13 | 5 | 12 | 041:460 | 0,89  | 31:29  |
| 8.  | Real Santander      | 30  | 12 | 7 | 11 | 053:610 | 0,87  | 31:29  |
| 9.  | Real Sociedad       | 30  | 11 | 7 | 12 | 044:580 | 0,76  | 29:31  |
| 10. | Celta Vigo          | 30  | 12 | 5 | 13 | 047:540 | 0,87  | 29:31  |
| 11. | Atlético Madrid     | 30  | 11 | 7 | 12 | 057:470 | 1,21  | 29:31  |
| 12. | Real Valladolid     | 30  | 12 | 5 | 13 | 050:600 | 0,83  | 29:31  |
| 13. | CA Osasuna (N)      | 30  | 12 | 4 | 14 | 046:540 | 0,85  | 28:32  |
| 14. | Real Jaén (N)       | 30  | 11 | 6 | 13 | 055:700 | 0,79  | 28:32  |
| 15. | Real Oviedo         | 30  | 8  | 6 | 16 | 031:530 | 0,58  | 22:38  |
| 16. | Real Gijón          | 30  | 7  | 2 | 21 | 044:810 | 0,54  | 16:44  |

Platzierungskriterien: 1. Punkte – 2. Direkter Vergleich  – 3. Torquotient – 4. geschossene Tore
| (M) | amtierender Meister              |
| (P) | amtierender Pokalsieger          |
| (N) | Neuaufsteiger der letzten Saison |

## Kreuztabelle
| 1953/54             | Real Madrid | CF Barcelona | FC Valencia | Español Barcelona |     | Atlético Bilbao | Deportivo La Coruña | Real Santander | Real Sociedad | Celta Vigo |     | Real Valladolid | CA Osasuna | Real Jaén | Real Oviedo | Real Gijón |
| ------------------- | ----------- | ------------ | ----------- | ----------------- | --- | --------------- | ------------------- | -------------- | ------------- | ---------- | --- | --------------- | ---------- | --------- | ----------- | ---------- |
| Real Madrid         |             | 5:0          | 4:0         | 4:3               | 1:0 | 2:3             | 2:1                 | 4:2            | 1:1           | 3:0        | 2:1 | 1:2             | 2:0        | 6:0       | 1:0         | 4:0        |
| CF Barcelona        | 5:1         |              | 2:0         | 1:4               | 4:1 | 2:0             | 6:1                 | 6:0            | 6:0           | 4:2        | 1:1 | 4:1             | 1:0        | 6:2       | 9:0         | 3:1        |
| FC Valencia         | 0:0         | 1:0          |             | 4:2               | 2:3 | 3:0             | 2:0                 | 4:1            | 4:3           | 5:2        | 4:1 | 3:3             | 1:1        | 4:0       | 3:0         | 8:0        |
| Español Barcelona   | 2:1         | 0:1          | 2:1         |                   | 3:2 | 0:0             | 2:0                 | 0:0            | 1:1           | 4:0        | 3:1 | 4:1             | 1:0        | 1:2       | 4:0         | 3:0        |
| FC Sevilla          | 2:1         | 3:1          | 1:1         | 3:1               |     | 3:1             | 1:2                 | 2:1            | 5:0           | 1:0        | 2:1 | 3:1             | 2:1        | 5:2       | 2:1         | 6:3        |
| Atlético Bilbao     | 2:3         | 2:1          | 1:2         | 0:0               | 2:2 |                 | 3:0                 | 5:1            | 1:3           | 5:1        | 1:1 | 2:1             | 0:1        | 0:0       | 4:0         | 3:1        |
| Deportivo La Coruña | 2:2         | 1:0          | 1:1         | 1:0               | 0:1 | 2:0             |                     | 4:2            | 3:0           | 0:0        | 1:0 | 1:1             | 1:0        | 6:0       | 2:1         | 2:1        |
| Real Santander      | 1:1         | 4:3          | 3:1         | 2:1               | 2:1 | 1:1             | 0:0                 |                | 4:2           | 1:0        | 2:2 | 1:3             | 3:0        | 3:1       | 1:1         | 3:1        |
| Real Sociedad       | 3:6         | 0:3          | 0:3         | 2:0               | 3:2 | 1:1             | 4:1                 | 1:2            |               | 4:4        | 1:1 | 1:0             | 2:0        | 2:1       | 1:0         | 1:2        |
| Celta Vigo          | 1:0         | 0:0          | 3:4         | 1:0               | 2:0 | 4:2             | 3:1                 | 1:2            | 0:1           |            | 1:0 | 2:1             | 5:2        | 0:0       | 2:1         | 5:2        |
| Atlético Madrid     | 3:4         | 1:0          | 3:0         | 2:2               | 2:1 | 2:5             | 3:1                 | 4:1            | 1:1           | 5:0        |     | 1:2             | 4:1        | 6:1       | 1:0         | 4:1        |
| Real Valladolid     | 4:3         | 2:2          | 3:2         | 0:2               | 1:0 | 2:2             | 2:1                 | 1:1            | 2:0           | 0:3        | 1:3 |                 | 2:1        | 3:0       | 3:2         | 4:1        |
| CA Osasuna          | 1:1         | 1:0          | 2:2         | 2:3               | 1:0 | 3:2             | 3:2                 | 2:1            | 2:1           | 2:2        | 3:1 | 4:0             |            | 2:0       | 1:2         | 3:2        |
| Real Jaén           | 1:2         | 2:2          | 3:1         | 3:0               | 3:1 | 1:3             | 4:0                 | 4:2            | 1:1           | 3:2        | 1:0 | 4:2             | 5:3        |           | 2:2         | 6:1        |
| Real Oviedo         | 0:4         | 3:0          | 2:1         | 1:1               | 3:1 | 0:1             | 0:1                 | 2:1            | 1:3           | 0:1        | 0:0 | 3:1             | 3:0        | 2:2       |             | 1:0        |
| Real Gijón          | 1:1         | 0:1          | 5:2         | 0:1               | 3:1 | 1:2             | 2:3                 | 3:5            | 0:1           | 1:0        | 4:2 | 3:1             | 3:4        | 2:1       | 0:0         |            |

### Relegation
| Pl. | Verein            | Sp. | S | U | N | Tore    | Quote | Punkte |
| --- | ----------------- | --- | - | - | - | ------- | ----- | ------ |
| 1.  | CD Málaga         | 10  | 6 | 3 | 1 | 021:150 | 1,40  | 15:50  |
| 2.  | Hércules Alicante | 10  | 5 | 3 | 2 | 016:100 | 1,60  | 13:70  |
| 3.  | CA Osasuna        | 10  | 4 | 3 | 3 | 023:200 | 1,15  | 11:90  |
| 4.  | FC Barakaldo      | 10  | 3 | 3 | 4 | 018:200 | 0,90  | 09:11  |
| 5.  | UE Lleida         | 10  | 3 | 2 | 5 | 027:300 | 0,90  | 08:12  |
| 6.  | Real Jaén         | 10  | 1 | 2 | 7 | 015:250 | 0,60  | 04:16  |

| Relegation        | CD Málaga | Hércules Alicante | CA Osasuna | FC Barakaldo | UE Lleida | Real Jaén |
| CD Málaga         |           | 0:0               | 1:1        | 3:2          | 5:3       | 3:2       |
| Hércules Alicante | 1:1       |                   | 2:0        | 2:2          | 6:1       | 2:0       |
| CA Osasuna        | 3:4       | 1:0               |            | 2:1          | 2:3       | 8:4       |
| FC Barakaldo      | 1:0       | 0:1               | 3:3        |              | 4:0       | 3:2       |
| UE Lleida         | 1:2       | 5:1               | 2:2        | 7:2          |           | 2:2       |
| Real Jaén         | 1:2       | 0:1               | 0:1        | 0:0          | 4:3       |           |

## Nach der Saison
- 1. – Real Madrid – Meister

Absteiger in die Segunda División
- 13. – CA Osasuna
- 14. – Real Jaén
- 15. – Real Oviedo
- 16. – Real Gijón

Aufsteiger in die Primera División
- Deportivo Alavés
- UD Las Palmas
- CD Málaga
- Hércules Alicante

## Pichichi-Trophäe
Die Pichichi-Trophäe wird jährlich für den besten Torschützen der Spielzeit vergeben.
| Pl. | Nat.         | Spieler            | Verein          | Tore |
| --- | ------------ | ------------------ | --------------- | ---- |
| 1   | Argentinien  | Alfredo Di Stéfano | Real Madrid     | 27   |
| 2   | Ungarn 1949  | László Kubala      | CF Barcelona    | 24   |
| 3   | Niederlande  | Faas Wilkes        | FC Valencia     | 18   |
| 4   | Spanien 1945 | Adrián Escudero    | Atlético Madrid | 16   |
| 5   | Argentinien  | Roque Olsen        | Real Madrid     | 15   |

## Die Meistermannschaft von Real Madrid
| 1.          | Real Madrid |
| Real Madrid | - Tor: Manuel Pazos (17/-); Juan Alonso (13/-) - Abwehr: Gabriel Alonso (1/-); José Becerril (10/-); Aurelio Campa (2/-); Rafael Lesmes (25/-); Joaquín Navarro (29/1); Joaquín Oliva (28/-) - Mittelfeld: Miguel Muñoz (27/-); Roque Olsen (23/15); Sergio Rodriguez (5/-); Juan Vázquez Toledo (2/-); José María Zárraga (28/-) - Sturm: Adolfo Atienza (13/4); Julio César Britos (3/2); Francisco Gento (17/-); Joseíto (22/7); Enrique Mateos (4/1); Luis Molowny (23/13); José Luis Pérez-Payá (10/2); Alfredo Di Stéfano (28/27) - Trainer: Enrique Fernández |